# Hollandsch Diep
Hollandsch Diep (ook: Hollands Diep) is een brede getijrivier in Nederland die de belangrijkste benedenloop vormt van de Waal en de Maas. Hiermee vormt de rivier een belangrijk onderdeel van de Rijn-Maasdelta. Vroeger was het Hollandsch Diep deel van de zeearm die begon met het Haringvliet, en er was een getijdenverschil van ruim twee meter. Het water van deze stroom is altijd volledig zoet geweest als gevolg van de waterafvoer van de Rijn en in mindere mate de Maas.
Het vaarwater wordt gebruikt door binnenvaartschepen tot en met CEMT-klasse VIc en pleziervaart.
Na de Deltawerken, waarbij de getijdeninvloed flink werd verminderd, heeft het Hollandsch Diep nog altijd een getijverschil van zo'n 30 centimeter behouden. Het Hollandsch Diep vormt een belangrijk onderdeel in de vaarroute tussen de havens van Rotterdam en Antwerpen en tussen de stad Antwerpen en Duitsland. 

## Omschrijving
De Amer en de Nieuwe-Merwede komen samen bij Lage Zwaluwe en vormen daar het Hollandsch Diep. De Dordtsche Kil staat bij Moerdijk in verbinding hiermee.
Stroomafwaarts splitst het Hollandsch Diep bij Numansdorp zich in het Haringvliet en het Volkerak. Op dit punt bevindt zich in het water het Hellegatsplein, een verkeersknooppunt dat de Hoeksche Waard (in het noorden, via de Haringvlietbrug), Goeree-Overflakkee (in het westen via de Hellegatsdam) en het zuidoostelijk gelegen vasteland van Noord-Brabant (via de Volkerakdam) met elkaar verbindt.
Aan de oostzijde van het Hollandsch Diep bevinden zich de Moerdijkbruggen, die het Eiland van Dordrecht met Noord-Brabant verbinden. Er zijn drie bruggen bij Moerdijk: een brug voor auto's, bromfietsers en fietsers, een spoorbrug voor het reguliere treinverkeer, en een spoorbrug voor de HSL-Zuid. Bij Moerdijk ligt tevens de Servicetunnel Hollandsch Diep die bestemd is voor pijpleidingvervoer tussen Rotterdam en Antwerpen en onderdeel uitmaakt van de Buisleidingenstraat.

## Geschiedenis
De stormvloed van 1214 sloeg bij Voorne een gat in de duinen en zo ontstond het Haringvliet (naam sinds 1315). Rond 1250 bereikte het water de Striene, waarna het water steeds verder landinwaarts zijn weg zocht. Het gedeelte ten oosten van de Striene werd Wijvekeen genoemd en zou later Buttervliet of Botervliet gaan heten. Vooral na de Sint-Elisabethsvloed van 1421 zocht dit zeegat steeds verder zijn weg in de Grote Waard. Hierdoor bereikte het zeegat uiteindelijk de Merwede en werd het onderdeel van de riviermondingen. Vanaf dit moment raakte de naam Hollandsch Diep in zwang, die zich voortaan zou gaan gedragen als een getijrivier. Na het afsluiten van het Haringvliet in het kader van de Deltawerken verdween het grootste deel van het getij.
Prins Johan Willem Friso verdronk op 14 juli 1711 tijdens de oversteek van Moerdijk naar Strijensas in het Hollandsch Diep.
De Stelling van het Hollandsch Diep en het Volkerak is aangelegd in de 18e eeuw om vijandige scheepvaart tegen te houden. Aan het begin van het Hollandsch Diep liggen de vesting Willemstad, Fort Buitensluis en Fort Bovensluis om de toegang vanaf zee te blokkeren.

## Natura 2000
Van het Hollandsch Diep is een oppervlakte van 4254 ha een Natura 2000-gebied onder gebiedsnummer 111 (landschapsclassificatie: rivierengebied). Tot het gebied behoren de Esscheplaat, Zeehondenplaat en Sassenplaat.